# Hrușivka, Krînîcikî
Hrușivka (în ucraineană Грушівка) este un sat în comuna Cervonîi Promin din raionul Krînîcikî, regiunea Dnipropetrovsk, Ucraina.

## Demografie
Componența lingvistică a localității Hrușivka
     Ucraineană (80%)
     Rusă (20%)
Conform recensământului din 2001, majoritatea populației localității Hrușivka era vorbitoare de ucraineană (80%), existând în minoritate și vorbitori de rusă (20%).